# Pseudectoneura kaltenbachi
Pseudectoneura kaltenbachi är en kackerlacksart som beskrevs av Karlis Princis 1974. Pseudectoneura kaltenbachi ingår i släktet Pseudectoneura och familjen småkackerlackor.
Artens utbredningsområde är Nya Kaledonien. Inga underarter finns listade i Catalogue of Life.